# Scotomera shirazalis
Scotomera shirazalis is een vlinder uit de familie van de Pyralidae (Snuitmotten). De wetenschappelijke naam van deze soort is voor het eerst voorgesteld door Hans Georg Amsel in een publicatie ui 1961.
De soort komt voor in Iran.